# Silnice II/240
Silnice II/240 je silnice II. třídy v trase: odpojení od Evropské navazující na silnice I/7 (v Praze; Horoměřická ulice) – Horoměřice – Statenice – Velké Přílepy – Tursko – Kralupy nad Vltavou (krátké připojení silnice II/101) – Velvary – Černuc – Bříza – Račiněves – přejezd nad dálnicí D8 – Roudnice nad Labem (krátké napojení silnice II/246) – Vědomice – Chodouny – Polepy (krátké napojení silnice II/261) – Hrušovany – Libínky – Chotiněves (okrajem) – Liběšice (krátké napojení na silnici I/15) – Trnobrany (okrajem) – Srdov – Hradec (napojení na silnici II/260) – Horní Vysoké – Lovečkovice (odpojení) – Verneřice – Valkeřice – napojení na silnici II/262 (u Františkova nad Ploučnicí).
Na okraji Statenic se napojuje silnice II/241, ve Velvarech silnice II/616 a v Černuci silnice II/239. U Velvar přejíždí nad silnicí I/16. U Račiněvsi se kříží se silnicí II/608.
U Horoměřic vede nad plánovanou dálnicí D0.

## Vodstvo na trase
Na okraji Jenerálky vede přes Šárecký a Nebušický potok, v Černém Volu přes Únětický potok, ve Velkých Přílepech přes Podmoráňský potok, na okraji Kralup nad Vltavou přes Knovízský potok, v Roudnici nad Labem přes Labe, u Polep přes Úštěcký potok, u Liběšic přes Studený potok a u Valkeřic přes Merboltický potok.

## Přetrasování
Do budoucna má dojít k přetrasování a přeznačení trasy, kdy silnice bude začínat na D7 u MÚK Středokluky a pokračovat směrem Velké Přílepy. Od Středokluk se trasa vyhýbá Tuchoměřicím ze severu a pokračuje dál kolem Lichocevse. Po přiblížení k Lichocevsi dál pokračuje k Velkým Přílepům, zde vznikne jak MÚK, tak i obchvat Velkých Přílep. Trasa bude pokračovat směrem na Holubice, které obejde z jihu kolem kopce Ersu. Poté se při Ersu přiblíží ke stávající trase a takřka ji bude kopírovat. Trasa se odklání až před Kralupy u Debrna; zde překročí Vltavu novým mostem, který bude navazovat na Chvatěruby. Od Chvatěrub bude trasa pokračovat ke Kozomínu, kde se napojí na stávající dálnici D8. Samotná výstavba trasy měla začít v roce 2020 a skončit v roce 2023, ještě v květnu 2022 ale nezačala. Stavba je rozdělena na tři etapy a celková zakázka dosahuje ceny takřka 4 miliard korun.

## Modernizace silnice
| číslo | název          | délka | kategorie | zahájení výstavby | uvedení do provozu | křižovatky |
| ----- | -------------- | ----- | --------- | ----------------- | ------------------ | ---------- |
|       | Spojka D7 a D8 | 13 km | 13,5/80   | 2020              | 2023               |            |

### Neshody při trasování
Samotná trasa byla několikrát pozastavována, a to pro nesouhlas jak obcí, kolem kterých by stavba procházela, tak i občanských sdruženích a ochránců přírody. Vznikal tak tlak státu na stavbu, kterou bude podporovat finančně, ale vystaví jí Středočeský kraj. Největší pokrok byl, když místní statkář a vlastník pozemků, přes které stavba povede, nakonec svolil a přistoupil na jednání se státem. Poslední neshodou byla iniciativa občanů Velkých Přílep proti obchvatu obce.

## Galerie

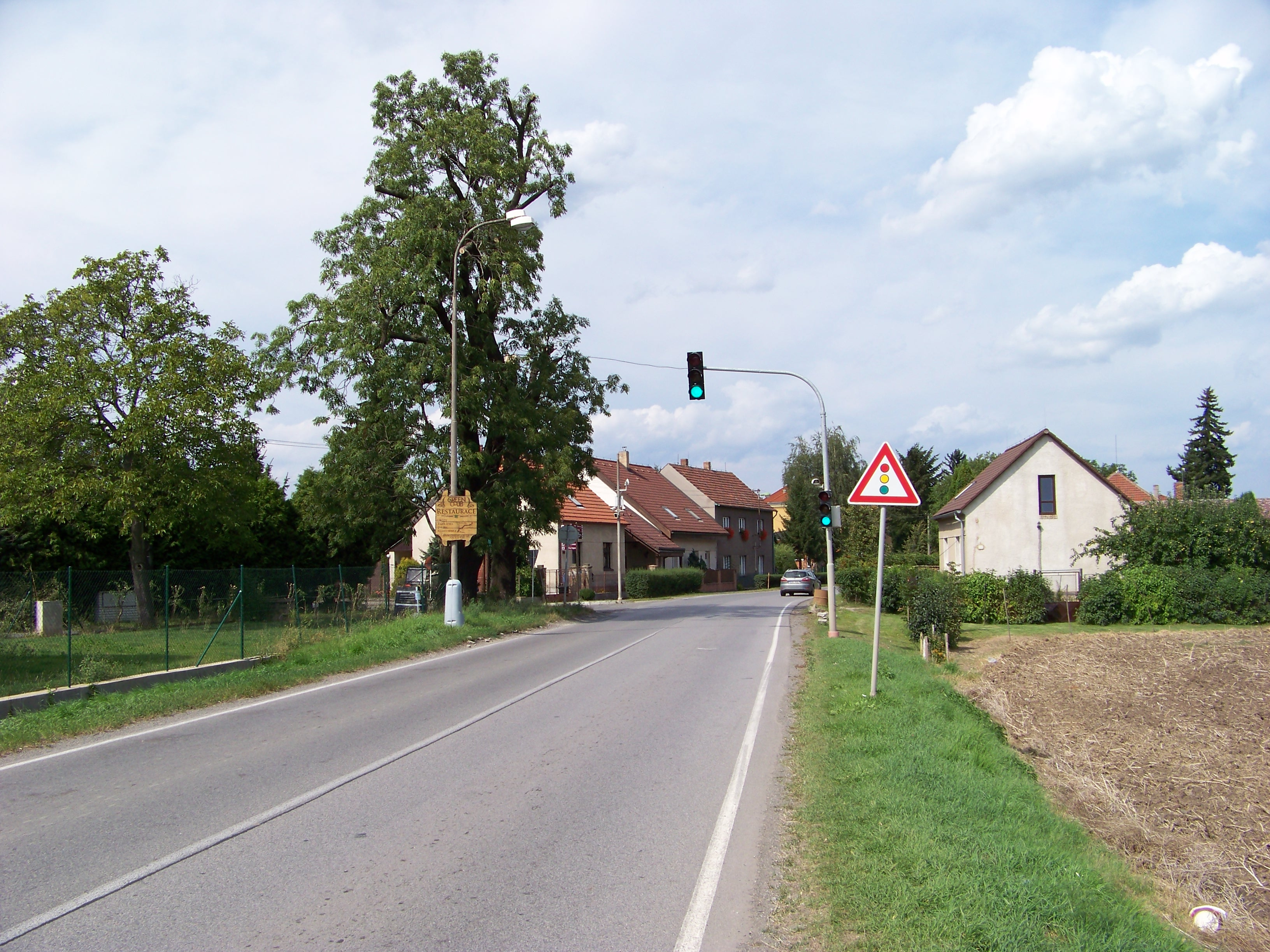
Tursko, okres Praha-západ
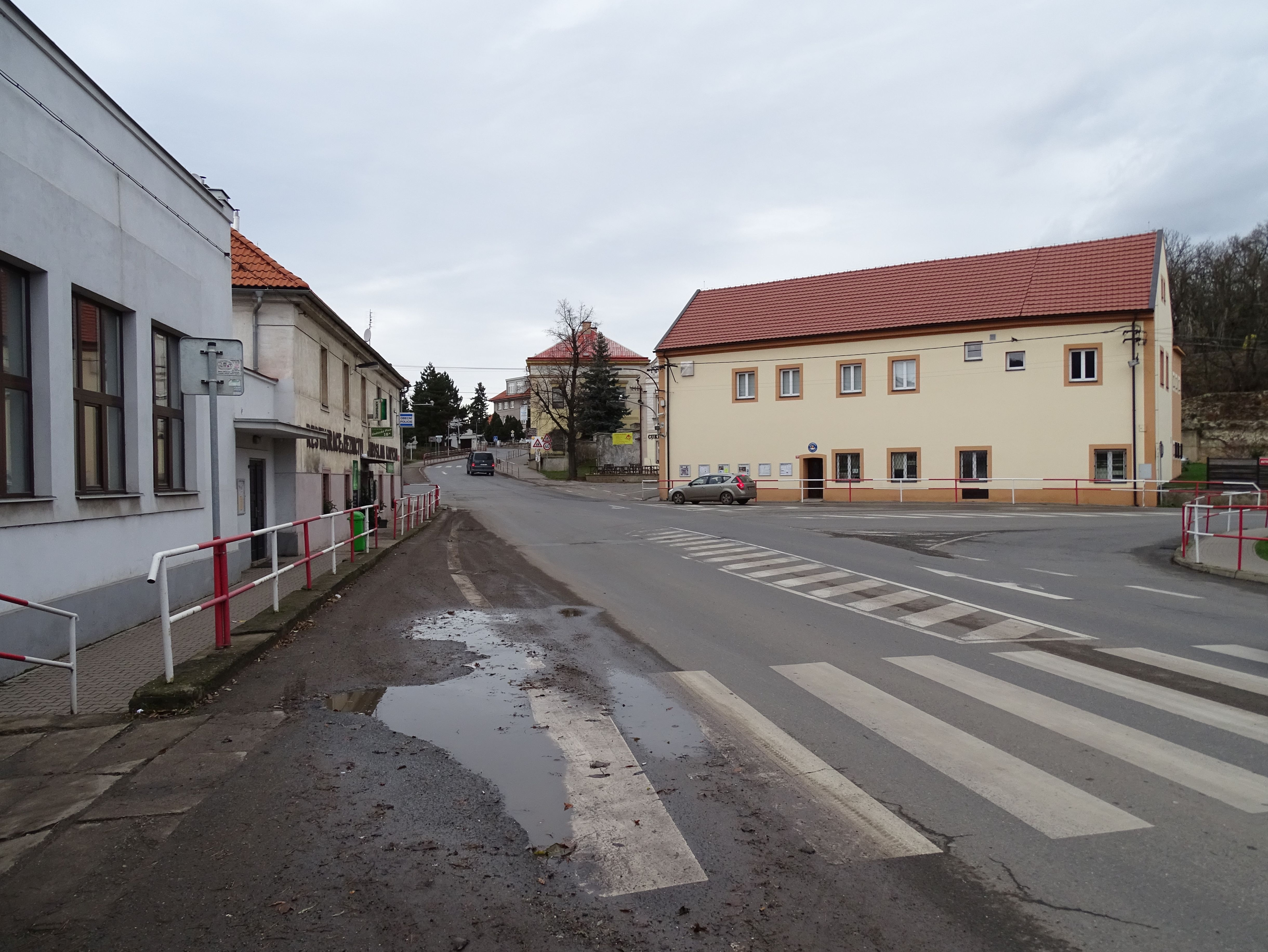
Velké Přílepy
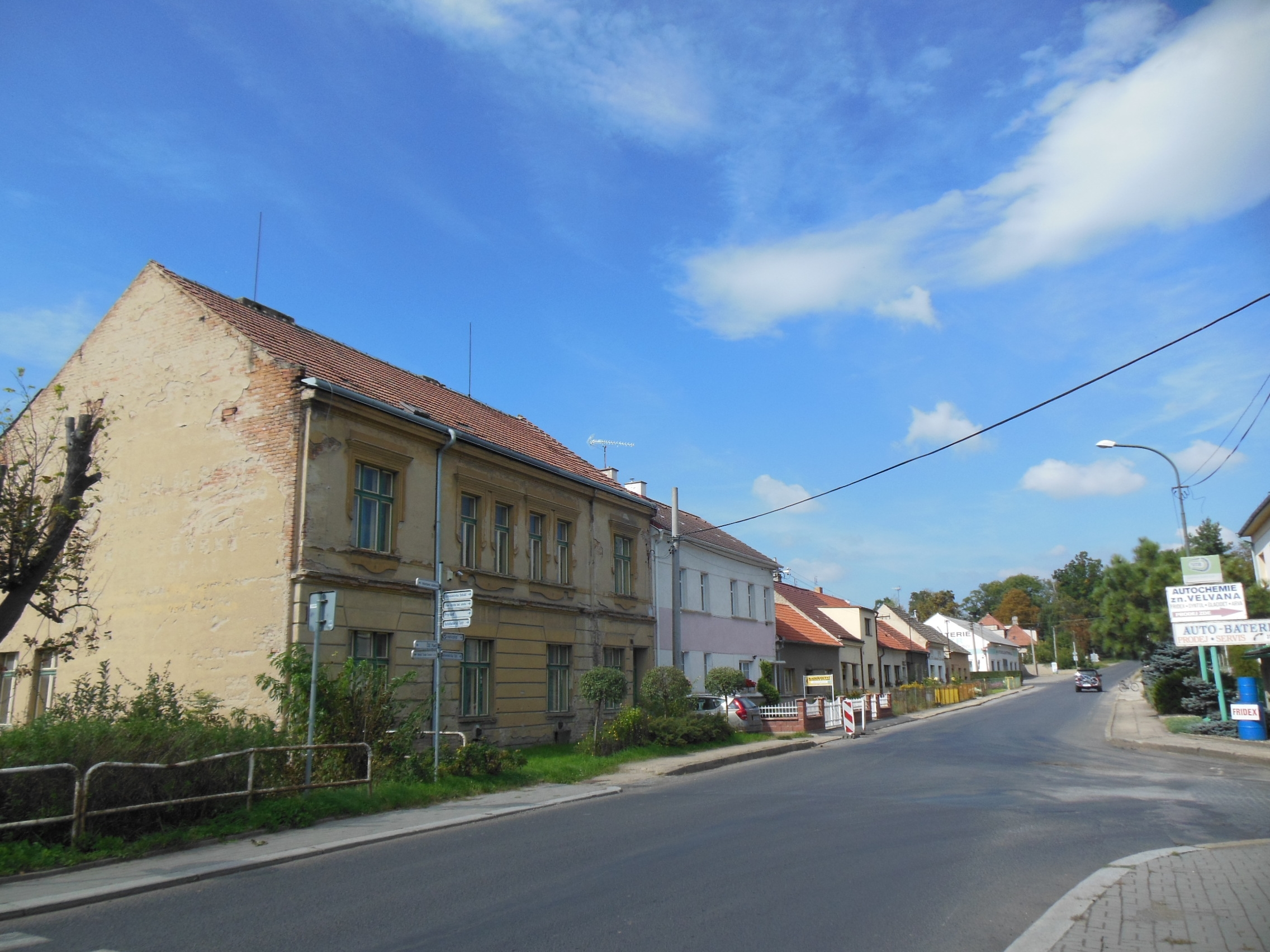
Velvary, okres Kladno
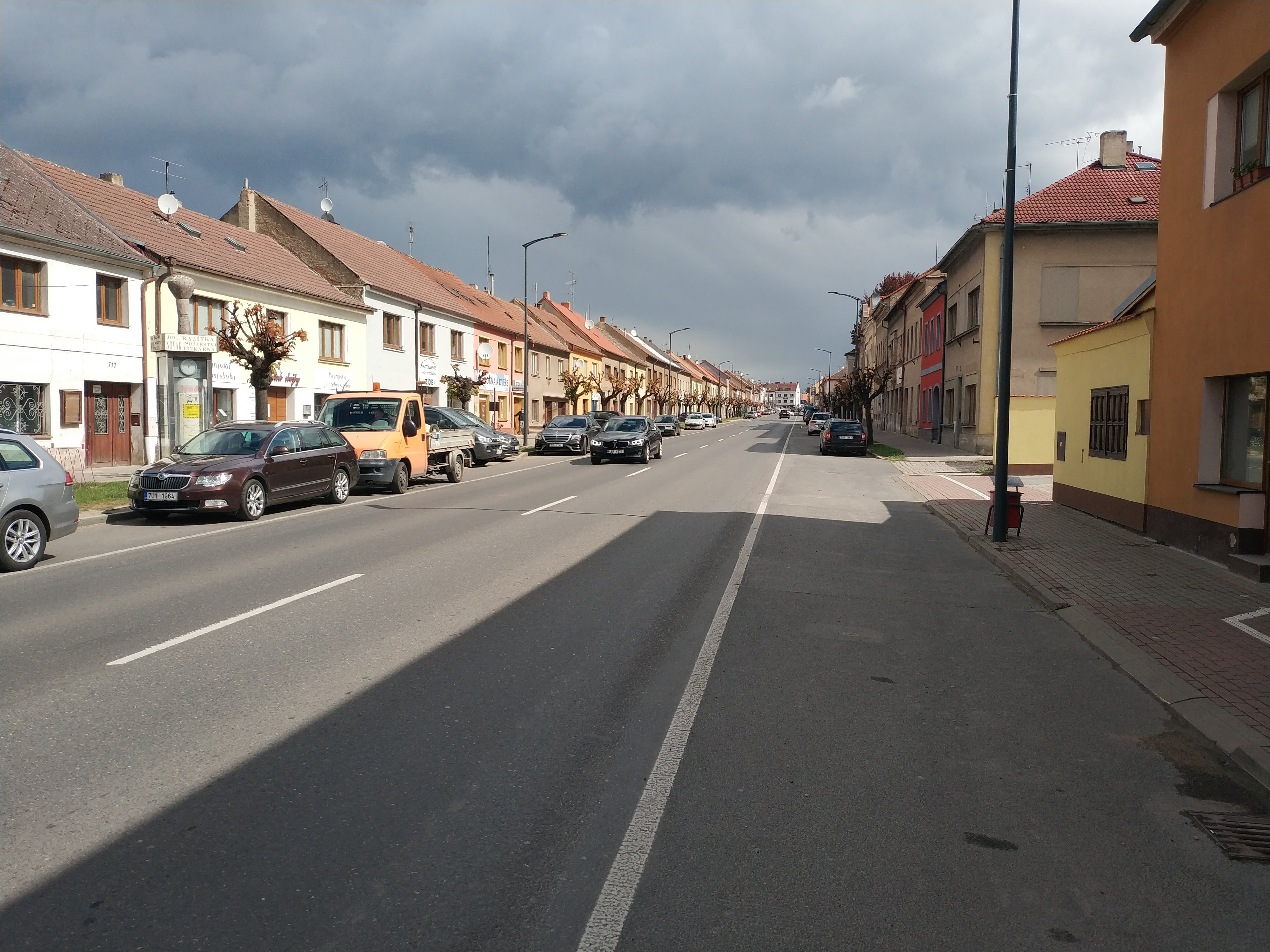
Špindlerova třída v Roudnici nad Labem
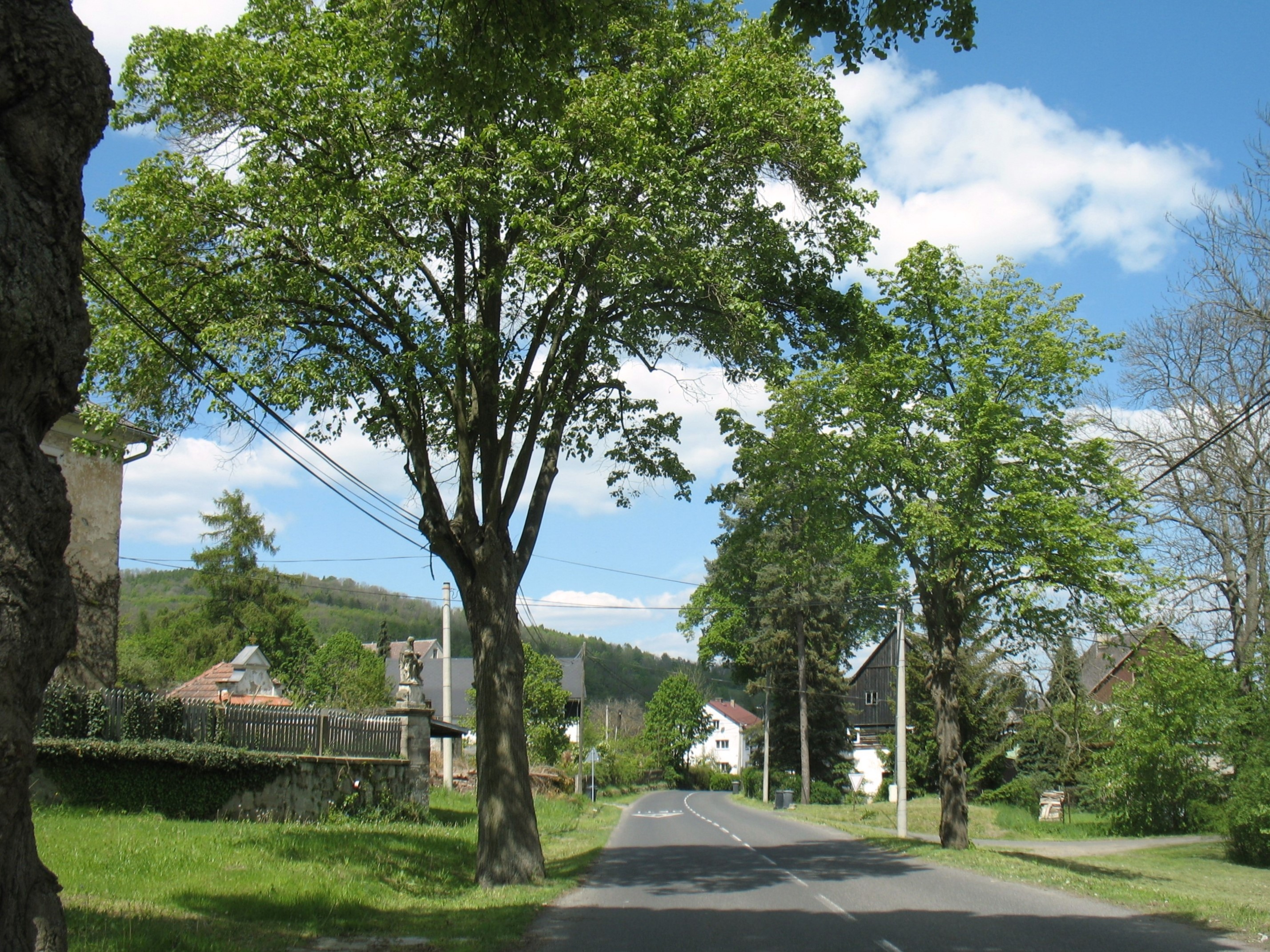
Valkeřice, okres Děčín